# (4757) Liselotte
Pour les articles homonymes, voir Liselotte.
Liselotte est un astéroïde de la ceinture principale du Système solaire, découvert le 19 septembre 1973 par Cornelis Johannes van Houten, Ingrid van Houten-Groeneveld et Tom Gehrels à l'Observatoire Palomar.

## Origine du nom
Ce planétoïde tient son nom d'Élisabeth-Charlotte de Bavière (1652-1722), Duchesse d'Orléans mariée avec le frère de Louis XIV, plus connue sous son nom de plume Liselotte.